# 아스타나 아레나

View from the back side.

아스타나 아레나(카자흐어: Астана Арена, 영어: Astana Arena)는 2009년 이심강 서편에 세워진 카자흐스탄 아스타나의 다목적 돔 경기장이다. 30,000명을 수용하며 2011년 동계 아시안 게임의 개회식 장소이다. FC 아스타나와 카자흐스탄 축구 국가대표팀의 홈 구장으로 사용되고 있다.

## 역사

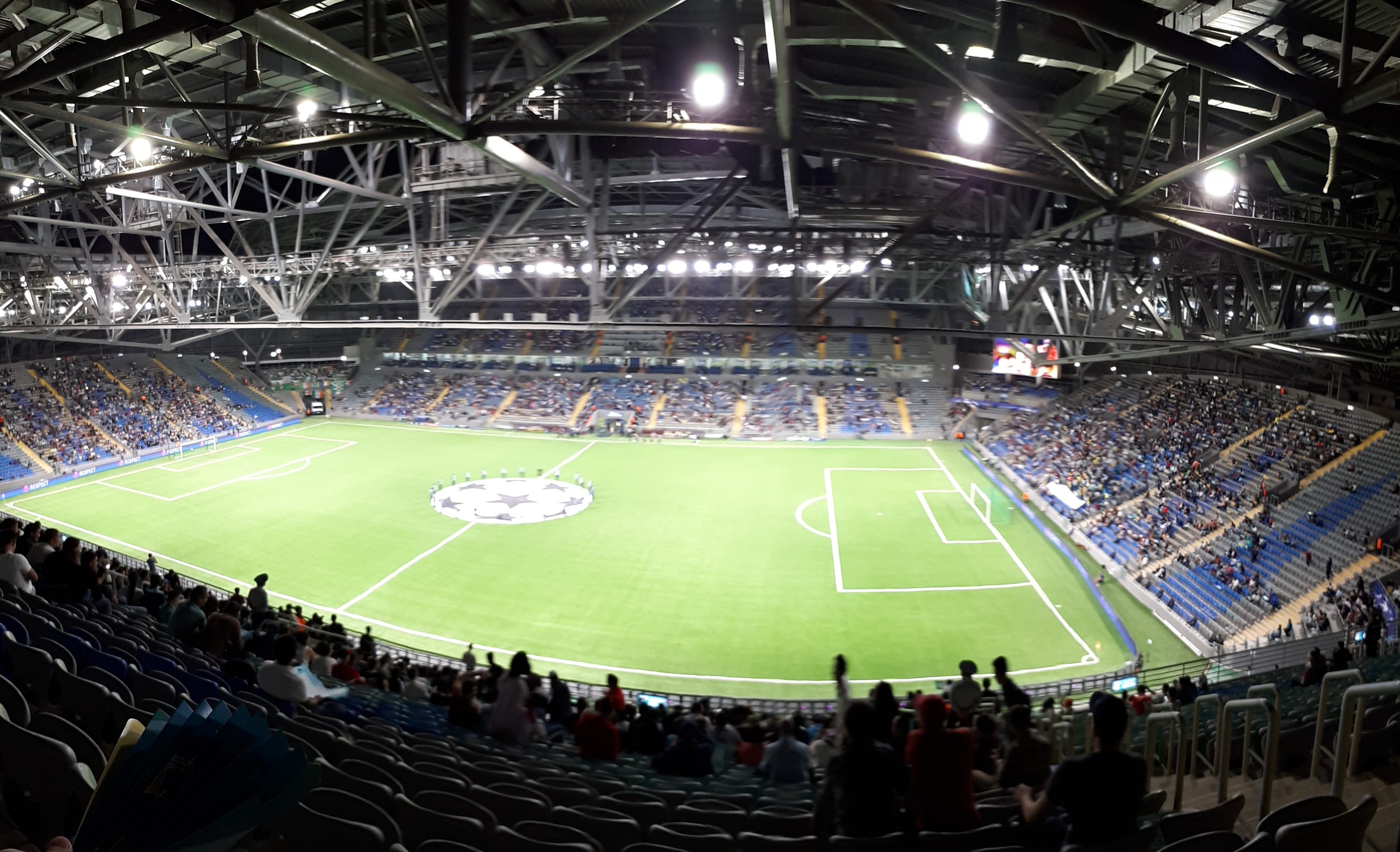
Astana Arena before the UEFA Champions League play-off round match between FC Astana and Celtic F.C.

아스타나 아레나의 건설은 2006년에 시작되었으며 공식 개장일 에는 유명한 레슬링 선수 인 Kazhymukan Munaitpasov 를 기리기 위해 Kazhymukan 스타디움 으로 명명되었다. 이후 경기장은 현재 이름인 Astana Arena로 변경했다. 경기장은 Tabanlioglu Architects 와 공동 으로 선도적인 스포츠 건축가인 파퓰러스가 설계했다. [주계약자는 Sembol Construction이었다. 2009년 7월 3일 카자흐스탄 21세 이하 축구 국가대표팀과의 로코모티프 아스타나 경기로 개막했다.
2009년 10월 14일, 경기장에서 첫 공식 국제 경기가 열렸다. 카자흐스탄 국가대표팀은 2010년 월드컵 예선 토너먼트의 일환으로 크로아티아 국가대표팀을 만났다. 경기는 게스트에 의해 2-1로 이겼고 결정적인 골은 인저리 타임에만 득점되었다.
2011년 1월 31일, 아스타나 아레나는 제7회 동계 아시안 게임의 개막식과 모스크바 밖에서 열린 유일한 Muz-TV 채널 어워드를 개최했다.
2017년 6월 27일과 2019년 6월 29일 세계 스타 Dimash Kudaibergen "Bastau"와 "Arnau"가 콘서트    에서 공연 하여 30,000명과 40,000명의 관중을 모았다. 65개국에서 13,500명의 관객이 "Arnau" 콘서트에 참석했다.
2020년 2월, 아스타나 아레나(Astana Arena)의 유리 지붕 인서트가 눈과 얼음 무게 톤으로 무너졌다. 결국 홀에 떨어졌다. 아무도 부상당하지 않았다.

## 같이 보기
- 카자흐스탄의 축구